# Un giorno perfetto (romanzo)
Un giorno perfetto è un romanzo di Melania Mazzucco pubblicato nel 2005 e diventato film due anni dopo per la regia di Ferzan Özpetek.
Il tema al centro della narrazione è la violenza contro le donne.

## Trama
In una notte di maggio, in una Roma cupa e silenziosa si odono degli spari. Qualcuno avvisa la polizia, che è pronta per irrompere nella palazzina da dove provenivano. Un flashback racconta le 24 ore precedenti l'avvenimento, coinvolgendo una serie di personaggi molto diversi, ma per un motivo o per l'altro legati tra di loro.
Emma perde uno dei suoi numerosi lavori part-time e viene picchiata dall'ex marito, l'Onorevole Fioravanti è impegnato nella sua campagna elettorale, Antonio non si rassegna alla perdita della moglie, Sasha cerca di incontrare il suo amante, Maja rivaluta la sua vita, Valentina si fa un piercing, Camilla organizza una grandiosa festa per i suoi sette anni, Zero sperimenta la sua prima bomba, Kevin si innamora.
Questi personaggi si ritroveranno ad incrociare i propri destini, in un crescente accumularsi di tensione che porterà alla tragedia finale.

## Edizioni
- Un giorno perfetto, Milano, Rizzoli, 2005, ISBN 88-17-00727-7.